# Pararctia aurora
Pararctia aurora är en fjärilsart som beskrevs av Olavi Sotavalta 1965. Pararctia aurora ingår i släktet Pararctia och familjen björnspinnare. Inga underarter finns listade i Catalogue of Life.